# Bolinus brandaris
murex épineux, murex tinctorial
Espèce
Synonymes
- voir paragraphe #Synonymes

Le murex épineux ou murex tinctorial (Bolinus brandaris) est une espèce de mollusques gastéropodes appartenant à la famille des Muricidae. 
Ce coquillage sécrète un mucus qui fournissait « la pourpre des anciens » ou pourpre de Tyr fabriquée par les Phéniciens. De nos jours, on le pêche pour sa chair comestible.  

## Description et caractéristiques
- Longueur : 9 cm.

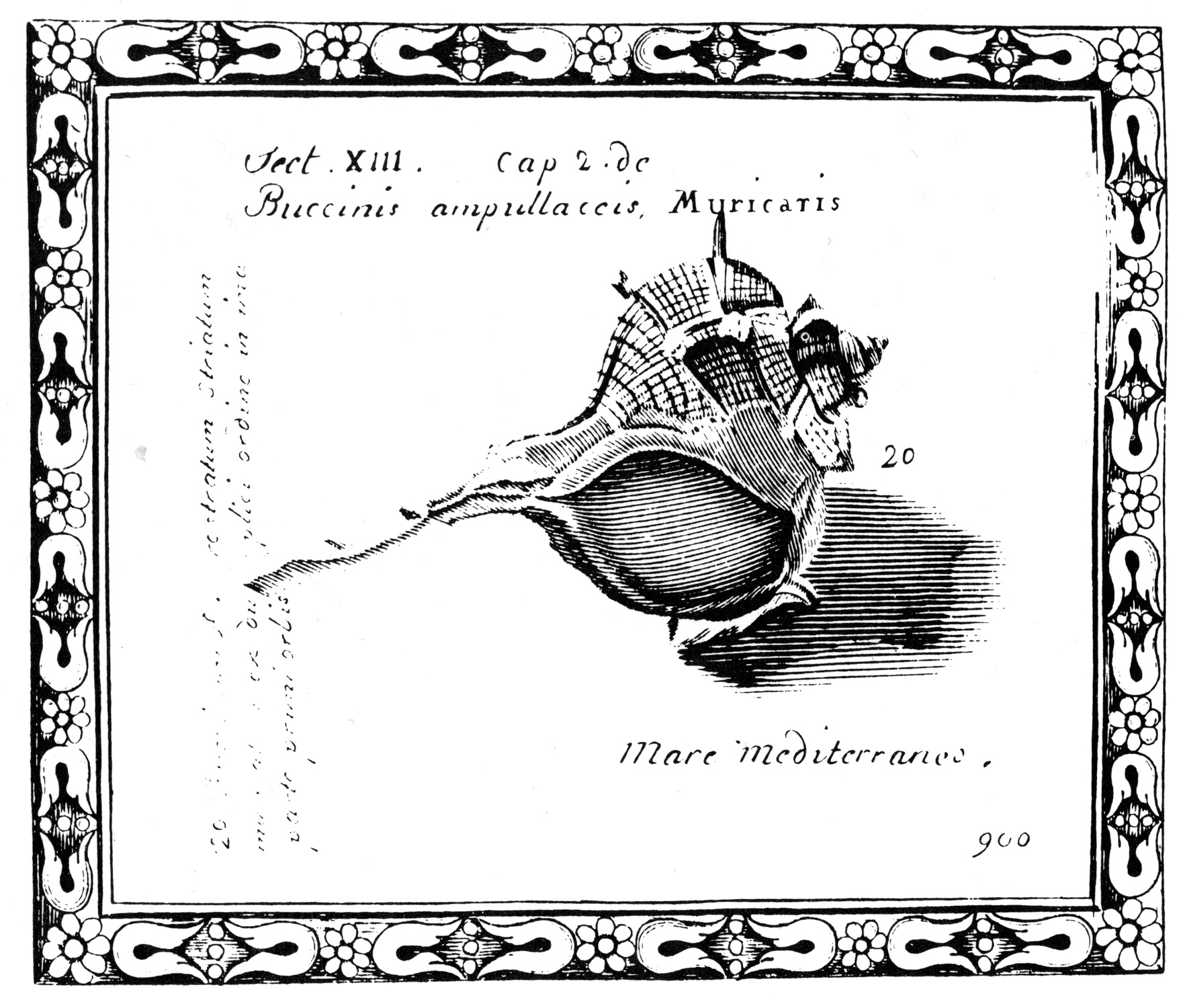
Gravure ancienne.

- Ces mollusques sont caractérisés par des côtes armées de fortes extensions calcaires.
- Ils ont la faculté de produire un liquide anesthésiant, qu'ils utilisent pour immobiliser leurs proies.

## Habitat et répartition
On trouve cette espèce en Méditerranée et sur les côtes du nord-ouest de l’Afrique, entre 5 et 80 m de profondeur.

## Taxinomie

### Liste des variétés
Selon World Register of Marine Species (27 oct. 2010) :
- Bolinus brandaris var. adunca Coen, 1933
- Bolinus brandaris var. bicaudata Coen, 1933
- Bolinus brandaris var. cingulata Coen, 1933
- Bolinus brandaris var. delicatula Coen, 1925
- Bolinus brandaris var. ecaudata Coen, 1933
- Bolinus brandaris var. fragilis Coen, 1933
- Bolinus brandaris var. polii Monterosato in Coen, 1933

### Synonymes
Aranea cinera Perry, 1811 (synonyme), Haustellum clavatum Schumacher, 1817 (synonyme), Murex brandariformis Locard, 1886, Murex brandaris Linnaeus, 1758 (basionyme), Murex clavaherculis Roding, 1798 (synonyme), Murex coronatus Risso, 1826 (synonyme), Murex trispinosus Locard, 1886, Murex tuberculatus Roding, 1798 (synonyme), Purpura fuliginosa Röding, 1798, Haustellum brandaris, Murex brandaris ...etc.

## Galerie

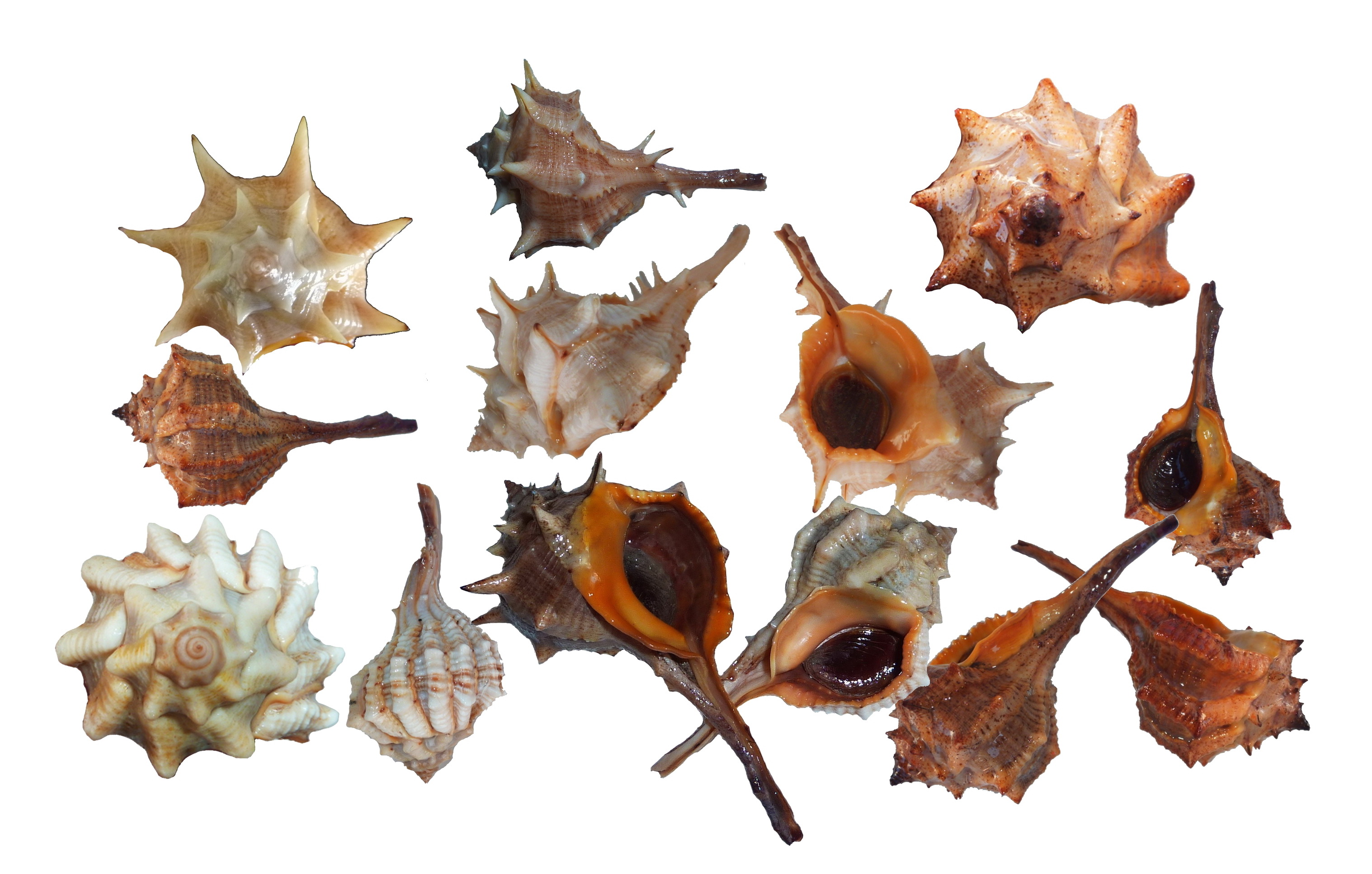
Différents spécimens illustrant la variété d'apparence de l'espèce
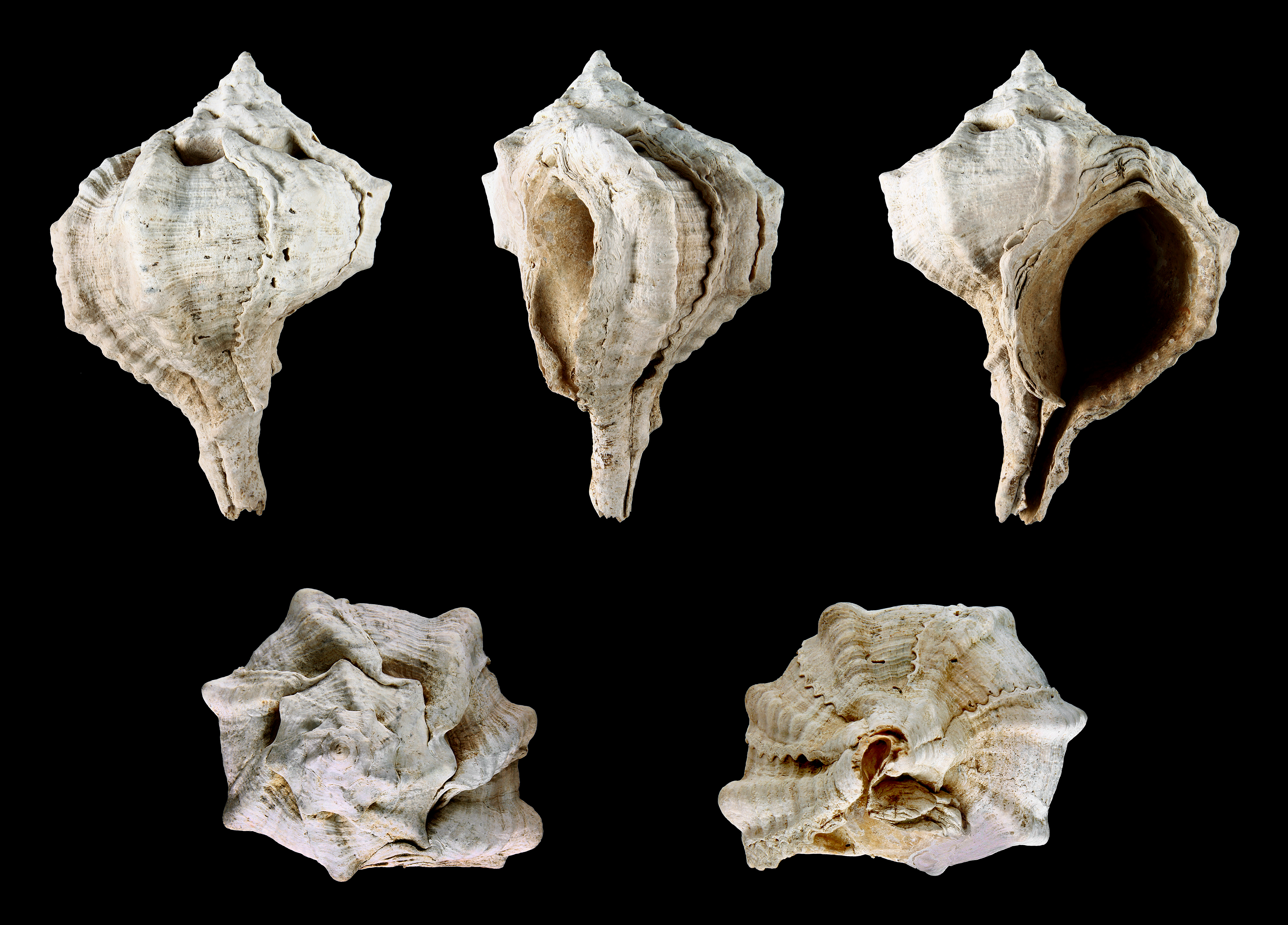
Spécimen fossile (Bolinus brandaris torularius), avec les pointes émoussées